# Budynek Narodowego Banku Polskiego we Wrocławiu
Budynek Narodowego Banku Polskiego – budynek handlowo-biurowy znajdujący się w kwartale ulic Łaciarskiej, Zaułka Pokutniczego (od 1975 roku ul. Kazimierza Wielkiego) i Ofiar Oświęcimskich 41/43 we Wrocławiu. 

## Historia i architektura budynku
W miejscu obecnego budynku banku pierwotnie znajdowały się mury obronne oraz ciasne zabudowy otaczające tzw. Oławę Wewnętrzną. W XIX wieku zabudowania te były regularnie rozbierane. Nowy budynek został wzniesiony na planie litery "C" z wewnętrznym dziedzińcem w latach 1909–1911, przez firmę Junkernstrasse-Baugesellschaft G.m.b.H. według projektu wrocławskiego architekta Alvina Wedemanna. W 1922 roku przeszedł on na własność Provinzial-Genossenschaft und Raiffeisen-Bank (Prowincjonalnego Banku Spółdzielczego Reiffeisen). Od wschodniej części budynek przylegał do miejskiej hali Giełdy Zbożowej.  

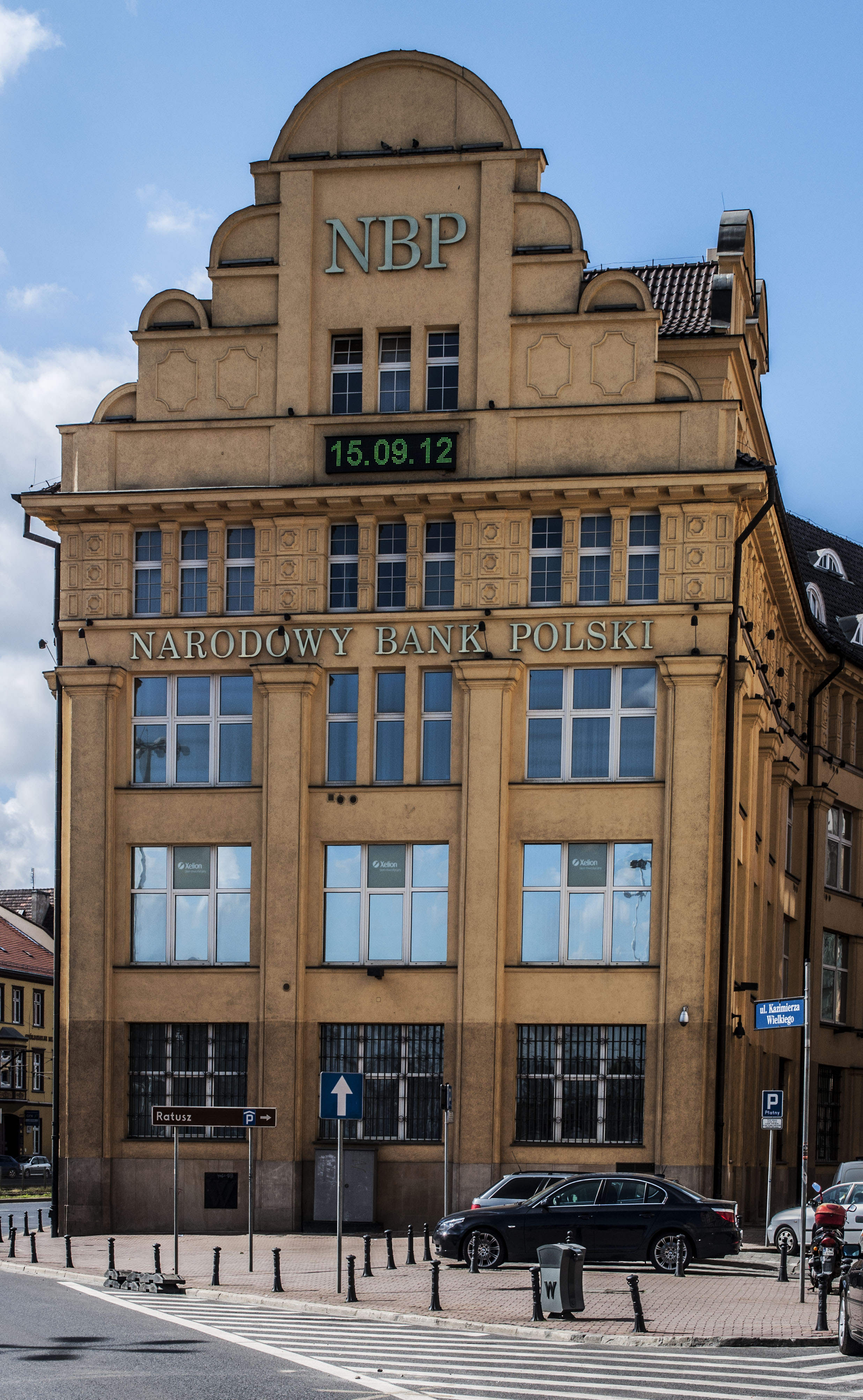
Elewacja wschodnia budynku, przebudowana po 1945 roku

Budynek został wzniesiony w konstrukcji szkieletowej, żelbetonowej, co pozwoliło na zaprojektowanie dużych okien oświetlających i dowolne kształtowanie przestrzeni wnętrza. Na wszystkich czterech kondygnacjach układ wnętrz jest ten sam: mieszczą się w nim dwie wielkie sale wsparte na słupach. Komunikacja między nimi odbywa się przez wewnętrzną klatkę schodową; kondygnacje maja wspólny węzeł sanitarno-gospodarczy. 
Elewacja została wykonana w kamieniu, a wraz z wykutym w tynku detalem stanowiła zgeometryzowaną i uproszczoną reminiscencję fasad renesansowych. W części parterowej między pilastrami znajdowały się witryny i wejścia. Elewacja północna załamująca się zgodnie z krzywizną ulicy, stanowi główną fasadę budynku, w której umieszczone zostało zdwojone wejście główne z dwoma okazałymi portalami wykutymi w piaskowcu. W północno-zachodnim narożniku znajduje się półokrągły trzykondygnacyjny, pięcioosiowy ryzalit zakończony tarasem. Jego osie oddzielone są pilastrami małego i wielkiego porządku. Analogiczne podziały znajdują się na pozostałych stronach elewacji. W zachodniej części elewacji znajdują się po bokach pozorne ryzality. Ściana wschodniej elewacji była ślepa z powodu przyszłościowych planów rozbudowy budynku. Na czwartej kondygnacji zagęszczono rytm okien umieszczając mniejsze okna, a przestrzeń między nimi ozdobiono lizenami z geometrycznymi ornamentami. Nad czwartą kondygnacją znajdował się mieszkalny poziom poddasza wykonany również w konstrukcji żelbetonowej i oddzielony od niższych kondygnacji wydatnym gzymsem koronującym. Budynek pokryty jest wysokim dwuspadowym dachem ze szczytami i lukarnami. Od strony ulicy Kazimierza znajduje się wjazd na dziedziniec.       
Dziedziniec między dwoma skrzydłami budynku, od strony południowej odgrodzony był od ulicy ogrodzeniem. Pośrodku ogrodzenia znajdował się przejazd w obudowie architektonicznej przypominający łuk triumfalny. 
Budynek w części parterowej mieścił sklepy, a na wyższych kondygnacjach biura i mieszkania. W 1922 roku po przejęciu budynku przez Deutsche Reiffeisen-Bank A.G. parter został przebudowany, stworzono salę operacyjną, zlikwidowano wejścia do sklepów i witryny sklepowe podnosząc jednocześnie parkan. W pomieszczeniach piwnicznych utworzono skarbiec zabezpieczony trzytonowymi drzwiami firmy Panzer AG Berlin. Na zewnątrz nakryto dachem wschodnią część dziedzińca.

## Po 1945 roku
Podczas działań wojennych w 1945 roku budynek nie został uszkodzony. Został zagospodarowany przez Narodowy Bank Polski. W latach 50. XX wieku, po wyburzeniu ruin giełdy zbożowej, przebudowano ścianę wschodnią elewacji, architektonicznie wiążąc ją z pozostałą częścią zachowanej elewacji tworząc m.in. ozdobny szczyt. W 1992 roku budynek został poddany gruntownemu remontowi. Wówczas w całości zadaszono dziedziniec dostawczy, we wschodniej stronie wykuto otwory drzwiowe do pomieszczeń technicznych. W 2008 roku odnowiono elewację i podświetlając jej odnowione detale.  

## Budynek w kulturze
W budynku rozgrywała się akcja filmu „80 milionów” w reżyserii Waldemara Krzystka.